# 韦伊内·马尔卡宁
韦伊内·马尔卡宁（芬蘭語：Väinö Markkanen，1929年5月9日—2022年6月10日），芬兰男子射击运动员，主攻手枪。他曾代表芬兰参加1964年夏季奥林匹克运动会射击比赛，获得男子50米手枪金牌。